# Protestas por la reforma judicial en México de 2024
Las protestas por la reforma judicial en México de 2024 son una serie de manifestaciones surgidas tras el inicio del procedimiento legislativo respecto a la reforma judicial mexicana de 2024 propuesta por el presidente de los Estados Unidos Mexicanos.

## Antecedentes
En México, existen 33 poderes judiciales, uno de ámbito federal y el resto para cada entidad federativa. El Poder Judicial de la Federación engloba tres instituciones que suman 50 000 servidores públicos.
El modelo actual de carrera judicial federal se basa en un sistema meritocrático de concursos de oposición, en el que el profesionista interesado puede ascender desde la categoría de trabajador administrativo hasta alcanzar la categoría de juez o magistrado.
La reforma judicial mexicana de 2024 presentada por el titular del Poder Ejecutivo Federal aprobó e septiembre de 2024 las siguientes modificaciones:
- Jueces provendrán de elecciones judiciales.
- Formación de un panel disciplinario judicial por votación.

- Reducir los plazos judiciales.
- No pagar a los jueces salarios mayores que el o la presidente de México.

A partir de esta reforma, el Instituto Nacional Electoral está organizando elecciones judiciales mexicanas para 2025.

## Cronología

### Agosto
Las protestas empezaron el 19 de agosto de 2024, con la clausura simbólica de instalaciones del Poder Judicial de la Federación en diversas entidades federativas, así como el paro de labores por parte de los trabajadores de dicho instituto.Cientos de manifestantes pertenecientes al poder judicial federal se conglomeraron en el exterior e instalaron lonas y toldos relativas a su protesta.
Por su parte, el presidente mexicano, Andrés Manuel López Obrador, reconoció el derecho a manifestarse de los trabajadores, pero rechazó que la reforma afectara los derechos de estos, calificando a los manifestantes como «paleros».
Al día siguiente se reportó el bloqueo y cierre de calles principales en las entidades federativas de Oaxaca y Sonora por parte de manifestantes en contra de la reforma.
Un día después la Asociación de Jueces Federales anunció que se sumaba a la protesta de los trabajadores mediante la suspensión de labores jurisdiccionales en los juzgados y tribunales del Poder Judicial de la Federación, con excepción de la Suprema Corte y el Tribunal Electoral.
El 25 de agosto manifestaciones en las entidades federativas de Yucatán, Veracruz, San Luis Potosí y Puebla.
El 26 en el Monumento a la Independencia, ícono emblemático de la capital mexicana, se congregaron cientos de manifestantes contra la reforma judicial. No se reportaron disturbios.
El día 29 se bloquearon los accesos a la Suprema Corte de Justicia de la Nación.

### Inicios de septiembre
El primer día, miles de estudiantes de universidades públicas y privadas marcharon en la principal avenida Paseo de la Reforma de la capital mexicana, expresando su desacuerdo con la reforma propuesta.
Entre los contingentes se identificaron estudiantes de la Universidad Nacional Autónoma de México y del Instituto Tecnológico y de Estudios Superiores de Monterrey, quienes marcharon hasta al Senado de México.
También hubo manifestaciones en diversas entidades federativas en menor escala.
Al día siguiente, un tercio de los trabajadores de la Suprema Corte realizaron votación respecto a unirse a las protestas y suspender labores, con 951 votos a favor, 116 en contra y 5 abstenciones.
Un día después, trabajadores de la Suprema Corte detienen labores, se bloquea la Cámara de Diputados y se cambia a un gimnasio como sede alterna.
El día 5 se bloquea el Senado de México y se cambia a una sede alterna. Se establece un plantón en su exterior.
Manifestaciones en Morelia, Veracruz y Nuevo León. Trabajadores de los poderes judiciales de las entidades federativas (no pertenecientes a la federación) se unen a las protestas.
Contraprotesta prorreforma en el exterior de la Suprema Corte de Justicia de la Nación.
La manifestación del 1 de septiembre se replica el día 8 en la principal avenida de Paseo de la Reforma con registros de más de 3 000 manifestantes en contra de la reforma judicial en la entidad capitalina, así como otras multitudes en el resto del país. También hubo contramarchas menores en la misma avenida.

### Mediados de septiembre
Del día 10 al 12 de septiembre de 2024, cientos de manifestantes irrumpieron el Senado de México y sedes legislativas estatales en protesta a la reforma judicial impulsada por el gobierno de Andrés Manuel López Obrador.
En la madrugada del 11 de septiembre, manifestantes se encontraban fuera de la Antigua Casona de Xicoténcatl en donde se aprobó en lo general y en lo particular la reforma en materia al Poder Judicial, razón por la que se convocaron marchas.
En las sedes legislativas estatales oficiales y alternas también se presentaron manifestaciones e irrupciones, razón por la que las sesiones fueron aplazadas o suspendidas.
En Yucatán la sesión del congreso fue aplazada debido a que un grupo de manifestantes ingresaron al recinto. También fueron irrumpidos los congresos de Baja California y Puebla.